# DQS
DQS Holding GmbH cu sediul  în Frankfurt am Main este o companie de tip holding a grupului internațional  DQS-Group. DQS-Group oferă evaluare și certificare a sistemelor și proceselor de management. 

## Istorie
DQS a fost fondat în anul 1985 la Frankfurt am Main și a fost primul organism de evaluare a conformității  din Germania.  Scopul partenerilor fondatori,  DGQ (Societatea Germană pentru Calitate) și  DIN (Institutul German pentru Standardizare) a fost , în principal, promovarea economiei germane.  Fondarea s-a suprapus cu publicarea primului proiect privitor la  ISO 9000 – seria de standarde fixe care includeau și cel mai important standard de calitate pe plan internațional de azi: ISO 9001.
După fuziunea  DQS cu Division Management Systems Solutions (MSS) din cadrul American Underwriters Laboratories Inc. din martie 2008, Grupul DQS-UL  a devenit una dintre cele mai mari companii furnizoare de servicii de certificare. 

## Organizarea companiei
DQS Holding GmbH are mai mult de  80 de reprezentanțe în peste 60 de țări. Acestea formează o rețea de creare a proiectelor internaționale.  DQS-Group are în prezent aproape 20.000 de clienți certificați din aproape toate industriile cu 58.000 de locații certificate din peste  130 de țări.
Compania are aproximativ  2.800 de angajați, din care  2.500 sunt auditori. Printre cele mai mari companii din grup sunt DQS Inc. (USA), DQS do Brasil Ltd., DQS Japan, DQS Medical Devices GmbH și  DQS GmbH (ambele în Germania).  De la sfârșitul lui 2010, grupul are birouri situate în 60 de țări.

## Activități comerciale
Grupul DQS oferă evaluarea încrucișată a industriilor pentru cerințele și certificările corporative sau specifice unei industrii anume pentru mai mult de 100 de coduri recunoscute pe plan național și internațional. Printre cele mai importante sunt:
- ISO 9001 (Calitate)
- ISO 14001 (Mediu)
- OHSAS 18001 (Siguranță și sănătate în muncă)
- ISO / TS 16949 (Auto)
- ISO 27001 (Securitate a informației)
- ISO 13485 (Aparate medicale)
- IRIS (Industrie a căilor ferate)
- EN 9100ff (Industrie  aerospațială)

În afara acestora, chestiuni cum ar fi "Sisteme de management a riscului", "Sustenabilitate", "Management al Energiei conform Actului German al Energiei  Reutilizabile", "Educație", "Sisteme de confidențialitate și excelență în afaceri" devin din ce în ce mai importante în cadrul serviciilor de certificare. Alte domenii importante sunt Sănătatea și Serviciile Sociale. 

## Abordare
Grupul are o abordare specială: serviciile de evaluare sunt în principal oferite prin auditori externi  pe bază de comision. Auditorii lucrează în general în sectorul industrial pe care îl evaluează. Această împletire a muncii de certificare și a cunoașterii industriei, a experienței practice și a celei științifice este menită să ofere o evaluare actualizată, de vârf. 

## Rețeaua
DQS  este membru fondator și membru plin al rețelei de certificare internațională  IQNet Association care a fost fondată în 1990. Obiectivul principal al rețelei globale care numără în prezent 36 de membri este recunoașterea reciprocă a certificatelor emise de companiile membre. Directorul General al  DQS GmbH, Michael Drechsel, este Președintele Interimar al rețelei.